# Línea N906 (Interurbanos Madrid)
La línea N906 de la red de autobuses interurbanos de Madrid une de forma circular el intercambiador de Moncloa, Majadahonda y Pozuelo de Alarcón. 

## Características
Esta línea nocturna une de forma circular Moncloa, el barrio de El Plantío, Majadahonda, Pozuelo de Alarcón, el barrio de Aravaca y Moncloa, en ese orden y en el sentido contrario de las agujas del reloj. El otro sentido lo recorre la línea N901. Antes del 17 de junio de 2005, la línea recibía la denominación de N60.
La línea mantiene los mismos horarios todo el año (exceptuando las vísperas de festivo y festivos de Navidad).
Está operada por la empresa Avanza Movilidad Integral mediante la concesión administrativa VCM-601 - Madrid – Pozuelo de Alarcón –  Majadahonda – Alcorcón (Viajeros Comunidad de Madrid) del Consorcio Regional de Transportes de Madrid.
1. ↑  «Nuevas líneas nocturnas». Consorcio Regional de Transportes de Madrid. Archivado desde el original el 27 de abril de 2006. Consultado el 24 de mayo de 2024.
2. ↑  «Detalle línea N906». Avanza. Transporte interurbano en Madrid. Consultado el 14 de noviembre de 2023.

## Horarios
Los horarios que no sean cabecera son aproximados.
| Noches de domingo a jueves y festivos            |             |         |        |
| Madrid > Majadahonda > Pozuelo > Madrid          |             |         |        |
| Madrid                                           | Majadahonda | Pozuelo | Madrid |
| 01:00                                            | 01:25       | 01:35   | 02:00  |
| 03:30                                            | 03:55       | 04:05   | 04:30  |
| 06:00                                            | 06:25       | 06:40   |        |
| Noches de viernes, sábados y vísperas de festivo |             |         |        |
| Madrid > Majadahonda > Pozuelo > Madrid          |             |         |        |
| Madrid                                           | Majadahonda | Pozuelo | Madrid |
| 01:00                                            | 01:25       | 01:35   | 02:00  |
| 02:15                                            | 02:40       | 02:50   | 03:15  |
| 03:30                                            | 03:55       | 04:05   | 04:30  |
| 04:45                                            | 05:10       | 05:20   | 05:45  |
| 06:00                                            | 06:25       | 06:40   |        |

1. 1 2  Hasta Pozuelo de Alarcón (calle Cirilo Palomo, 9).

## Recorrido y paradas
| Código | Parada                                   | Común con                                   | Conexiones con Metro y Cercanías | Municipio          | Zona |
| ------ | ---------------------------------------- | ------------------------------------------- | -------------------------------- | ------------------ | ---- |
| 6003   | Princesa - Moncloa                       | 651 652 654 655 656 656A 657 658A N901 N902 | Moncloa                          | Madrid             |      |
| 1332   | Av. Puerta de Hierro - Agrónomos         | N31 N901 N902 N903 N907                     |                                  | Madrid             |      |
| 1334   | Av. Puerta de Hierro - Palacio Moncloa   | N31 N901 N902 N903 N907                     |                                  | Madrid             |      |
| 1336   | Estadística - Geografía e Historia       | N901 N902                                   |                                  | Madrid             |      |
| 1338   | Facultad de Veterinaria                  | N31 N604 N901 N902 N903 N907                |                                  | Madrid             |      |
| 06255  | Martín Pescador - Av. Victoria           |                                             |                                  | Madrid             |      |
| 06225  | Av. Victoria - Virgen de los Olmos       |                                             |                                  | Madrid             |      |
| 06226  | Av. Victoria - Saiz de la Calleja        |                                             |                                  | Madrid             |      |
| 06227  | Av. Victoria - Cimarra                   |                                             |                                  | Madrid             |      |
| 06228  | Av. Victoria - Federico Agustí           |                                             |                                  | Madrid             |      |
| 06229  | Av. Victoria - Av. Estación              |                                             |                                  | Madrid             |      |
| 06230  | Ctra. Plantío - Club de Tenis            |                                             |                                  | Madrid             |      |
| 09094  | Ctra. Plantío - Urb. La Sacedilla        |                                             |                                  | Majadahonda        |      |
| 07304  | Ctra. Plantío - Est. Majadahonda         |                                             | Majadahonda                      | Majadahonda        |      |
| 06232  | Ctra. Plantío - Los Sauces               |                                             |                                  | Majadahonda        |      |
| 06233  | Ctra. Plantío - Novotiendas              |                                             |                                  | Majadahonda        |      |
| 06234  | Ctra. Plantío - Cerro del Aire           |                                             |                                  | Majadahonda        |      |
| 06235  | Doctor Calero - Nicaragua                |                                             |                                  | Majadahonda        |      |
| 06236  | Doctor Calero - Jardinillos              |                                             |                                  | Majadahonda        |      |
| 06178  | Av. Doctor Marañón - Pza.Laguna Vieja    |                                             |                                  | Majadahonda        |      |
| 11857  | Av. Doctor Marañón - Dr. Jiménez Díaz    |                                             |                                  | Majadahonda        |      |
| 09409  | San Vicente - Pza. San Roque             |                                             |                                  | Majadahonda        |      |
| 11855  | Santo Tomás - San Jaime                  |                                             |                                  | Majadahonda        |      |
| 10491  | Santo Tomás - Pza. Lealtad               |                                             |                                  | Majadahonda        |      |
| 09406  | Ctra. Pozuelo - Instituto                |                                             |                                  | Majadahonda        |      |
| 08794  | Ctra. Pozuelo - Urb. El Paular           |                                             |                                  | Majadahonda        |      |
| 08792  | Ctra. Pozuelo - Ins. Nacional de Sanidad |                                             |                                  | Majadahonda        |      |
| 12066  | Ctra. Pozuelo - Ciudad Deportiva         |                                             |                                  | Majadahonda        |      |
| 08790  | Ctra. Pozuelo - Urb. Pinar Plantío       |                                             |                                  | Majadahonda        |      |
| 08788  | Ctra. Pozuelo - Residencia               |                                             |                                  | Majadahonda        |      |
| 08786  | Ctra. Pozuelo - Centro de Prevención     |                                             |                                  | Majadahonda        |      |
| 08784  | Ctra. Pozuelo - Urb. Monteclaro          |                                             |                                  | Majadahonda        |      |
| 08782  | Ctra. Majadahonda - Av. Monteclaro       |                                             |                                  | Pozuelo de Alarcón |      |
| 08721  | Ctra. Majadahonda - Universidad          |                                             |                                  | Pozuelo de Alarcón |      |
| 08703  | José Navarro Reverter - Felipe Alfaro    |                                             |                                  | Pozuelo de Alarcón |      |
| 18368  | Ctra. M515 - Javier Fdez. Golfín         |                                             |                                  | Pozuelo de Alarcón |      |
| 06478  | Antonio Becerril - Javier Fdez. Golfín   |                                             |                                  | Pozuelo de Alarcón |      |
| 06445  | Antonio Becerril - Ayuntamiento          |                                             |                                  | Pozuelo de Alarcón |      |
| 06287  | Cirilo Palomo - Chinchón                 |                                             |                                  | Pozuelo de Alarcón |      |
| 06289  | Av. Juan Pablo II - Av. Valdenigrales    |                                             |                                  | Pozuelo de Alarcón |      |
| 17666  | Av. Valdenigrales - Av. España           |                                             |                                  | Pozuelo de Alarcón |      |
| 17667  | Av. España - Urb. Santa Teresa           |                                             |                                  | Pozuelo de Alarcón |      |
| 09051  | Av. España - Pza. España                 |                                             |                                  | Pozuelo de Alarcón |      |
| 06291  | Av. Juan Pablo II - Pza. España          |                                             |                                  | Pozuelo de Alarcón |      |
| 06292  | Av. Juan Pablo II - Mártires Oblatos     |                                             |                                  | Pozuelo de Alarcón |      |
| 06293  | Almansa - Aragón                         |                                             |                                  | Pozuelo de Alarcón |      |
| 06297  | Av. Juan XXIII - Colegios                |                                             |                                  | Pozuelo de Alarcón |      |
| 06298  | Leopoldo Calvo-Sotelo - Castillo         |                                             |                                  | Pozuelo de Alarcón |      |
| 09868  | Av. Osa Mayor - Colegio                  |                                             |                                  | Madrid             |      |
| 06299  | Av. Osa Mayor - Arándiga                 |                                             |                                  | Madrid             |      |
| 3840   | Av. Osa Mayor - Pléyades                 | N28                                         |                                  | Madrid             |      |
| 3447   | Av. Osa Mayor - Ctra. Húmera             | N28                                         |                                  | Madrid             |      |
| 06272  | Araquil - Arandilla                      |                                             |                                  | Madrid             |      |
| 3443   | Ana Teresa - Pléyades                    | N28                                         |                                  | Madrid             |      |
| 06268  | Av. Padre Huidobro - P.º Ermita          | N604 N901 N903 N907                         |                                  | Madrid             |      |
| 4311   | Av. Padre Huidobro - Camarines           | N901 N902 N903 N907                         |                                  | Madrid             |      |
| 23     | Estadística - Geografía e Historia       | N31 N602 N604 N901 N902 N903 N907           |                                  | Madrid             |      |
| 1335   | Av. Puerta de Hierro - Palacio Moncloa   | N31 N901 N902 N903 N907                     |                                  | Madrid             |      |
| 1333   | Av. Puerta de Hierro - Agrónomos         | N31 N602 N604 N901 N902 N903 N907           |                                  | Madrid             |      |
| 6003   | Princesa - Moncloa                       | 651 652 654 655 656 656A 657 658A N901 N902 | Moncloa                          | Madrid             |      |